# 溪頭

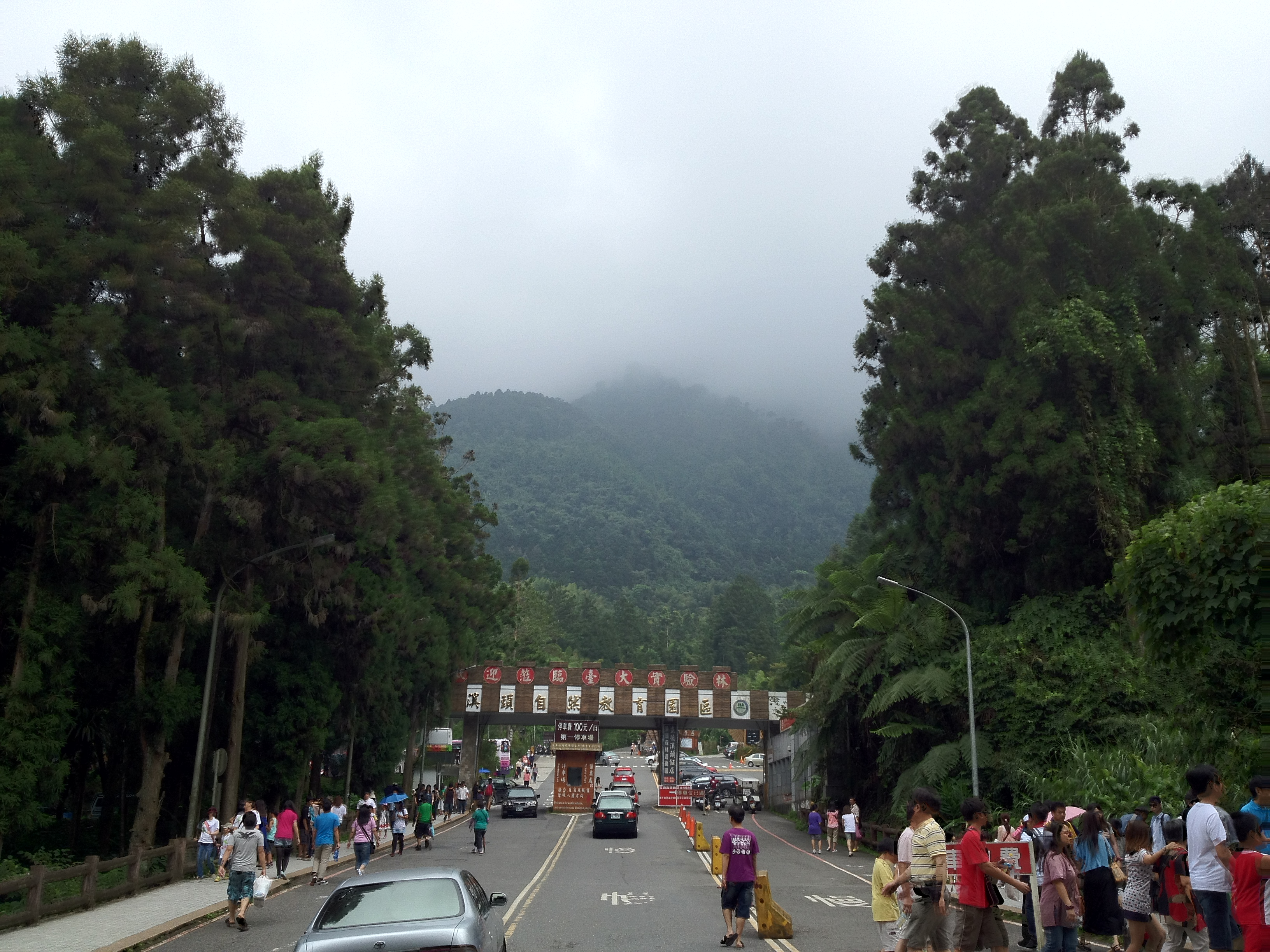
自然教育園區是溪頭最具代表性的地標，也是當地的旅遊景點，但口語中「溪頭」大多是指這裡，而非指地名。

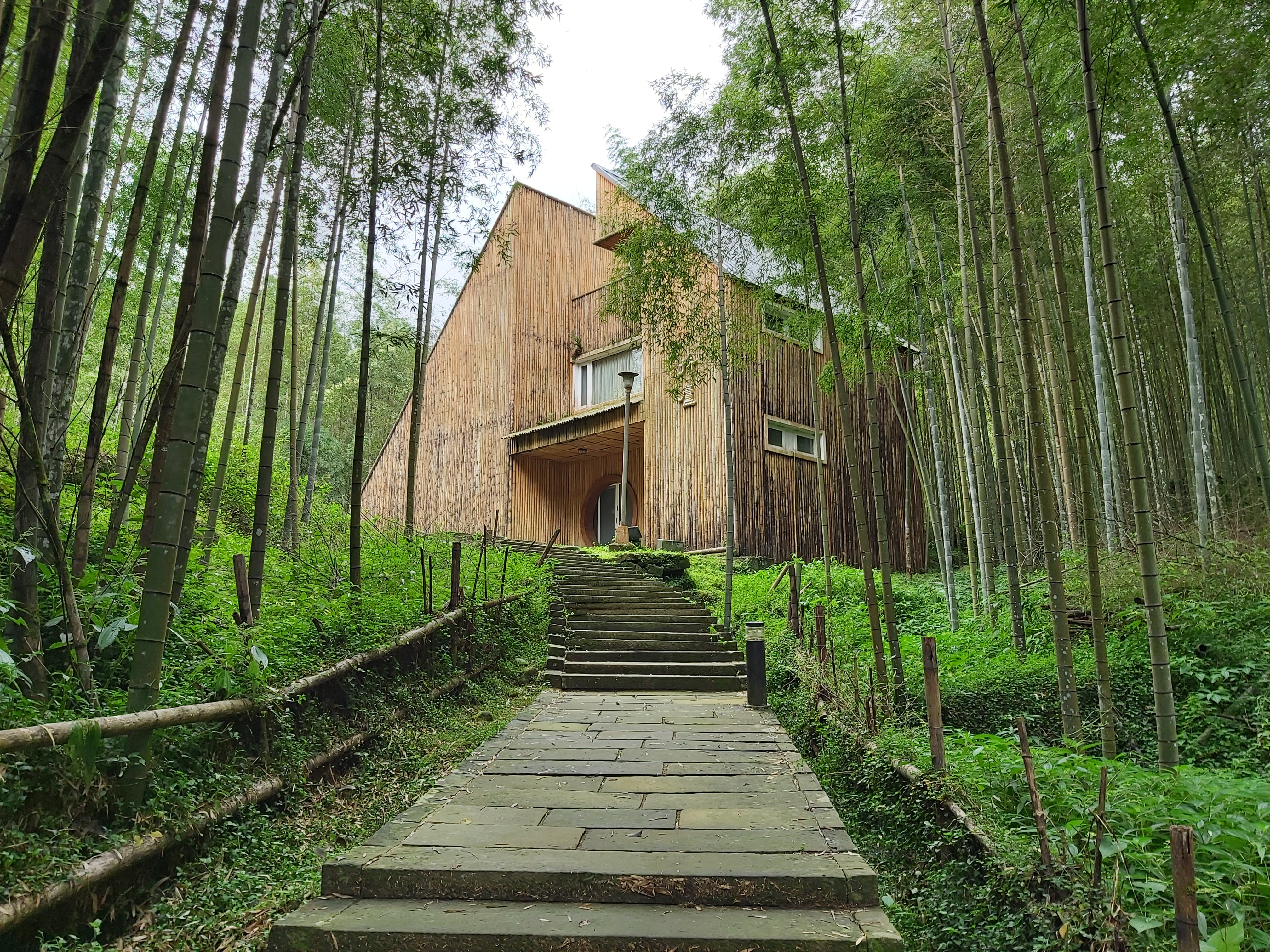
溪頭自然教育園區內的「竹廬」曾作為兩蔣時期的總統行館。

溪頭（「河水上游」之意）是台灣一處地名，位於南投縣鹿谷鄉內湖村，依柯本氣候分類法是屬於中部山地溫暖溼潤氣候，名稱由來是此地於鹿谷鄉境內北勢溪之源頭，因而得名。
日治時期，溪頭由台北帝國大學農業部農業部所屬，作為為大日本帝國服務的實地勘察、學術研究、育植造林等諸項活動，二戰後，中華民國交由國立臺灣大學農學院之用，現為國立臺灣大學生物資源暨農學院管理的實驗林之一，範圍介在陳有蘭溪之西，清水溪之東，橫跨竹山、信義以及鹿谷三鄉鎮，並分設六處林區，其中溪頭自然教育園區便是臺灣大學所轄溪頭營林區。
溪頭於戰前並無公路交通，在二戰後才闢建延溪公路，作為溪頭通往竹山的主要道路，並且縱貫整個鹿谷鄉的縣道，在到達鹿谷市區以前沿路景觀多為低海拔雜木林，但到鹿谷市區之後景觀逐漸轉成以孟宗竹和杉木為主的中海拔林相。透過這條公路，可向南往杉林溪、青龍瀑布、溪阿縱走等景點。溪頭身處於阿里山山脈前端鳳凰稜脈，其林相分布有柳杉、台灣杉、檜木、櫸木、楠木、銀杏等樹種，擁有豐富生態林貌。

## 渡假設施
園區內的小木屋、別墅與銀杏樓由臺大林管處「溪頭餐廳旅社」管轄，後更名為「溪頭教育中心」。另設有前身為「國民賓館」的大學樓、漢光樓、鳳凰樓、紅樓、餐廳樓等相關設施提供住宿、餐飲及會議服務，2004年臺大林管處將渡假設施委託「太平洋立德餐飲旅館事業」以「立德溪頭飯店」名義經營。2018年，立德因轉投資失利致使經營不善，發生無法支付租金與積欠員工薪資的狀況，臺大林管處於該年6月13日予以解約並收回自營。2020年8月，依法委外招標經營，三家投標業者最終由福華大飯店取得最優申請人資格，以「溪頭福華渡假飯店」名義經營迄今。

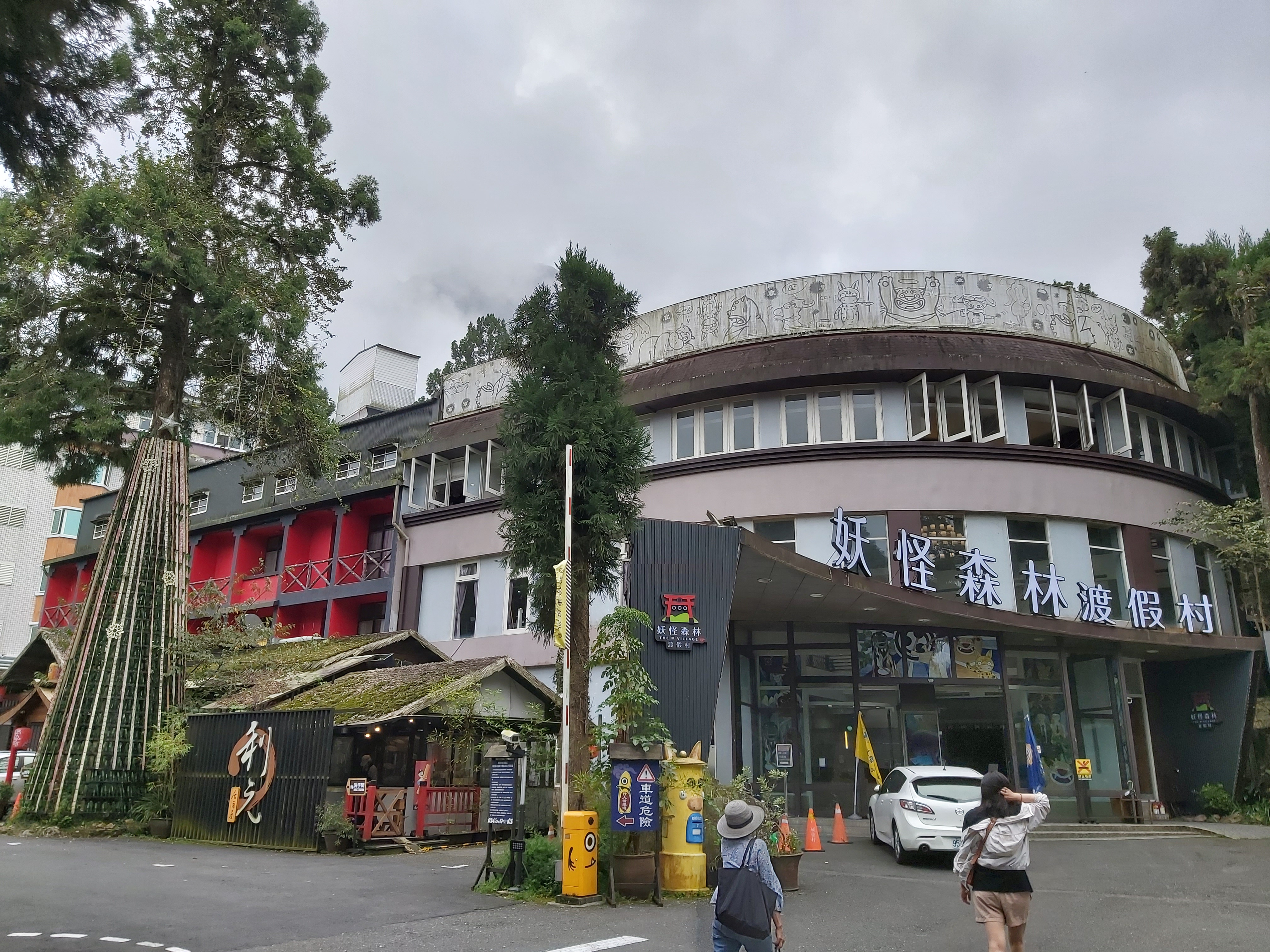
妖怪森林渡假村
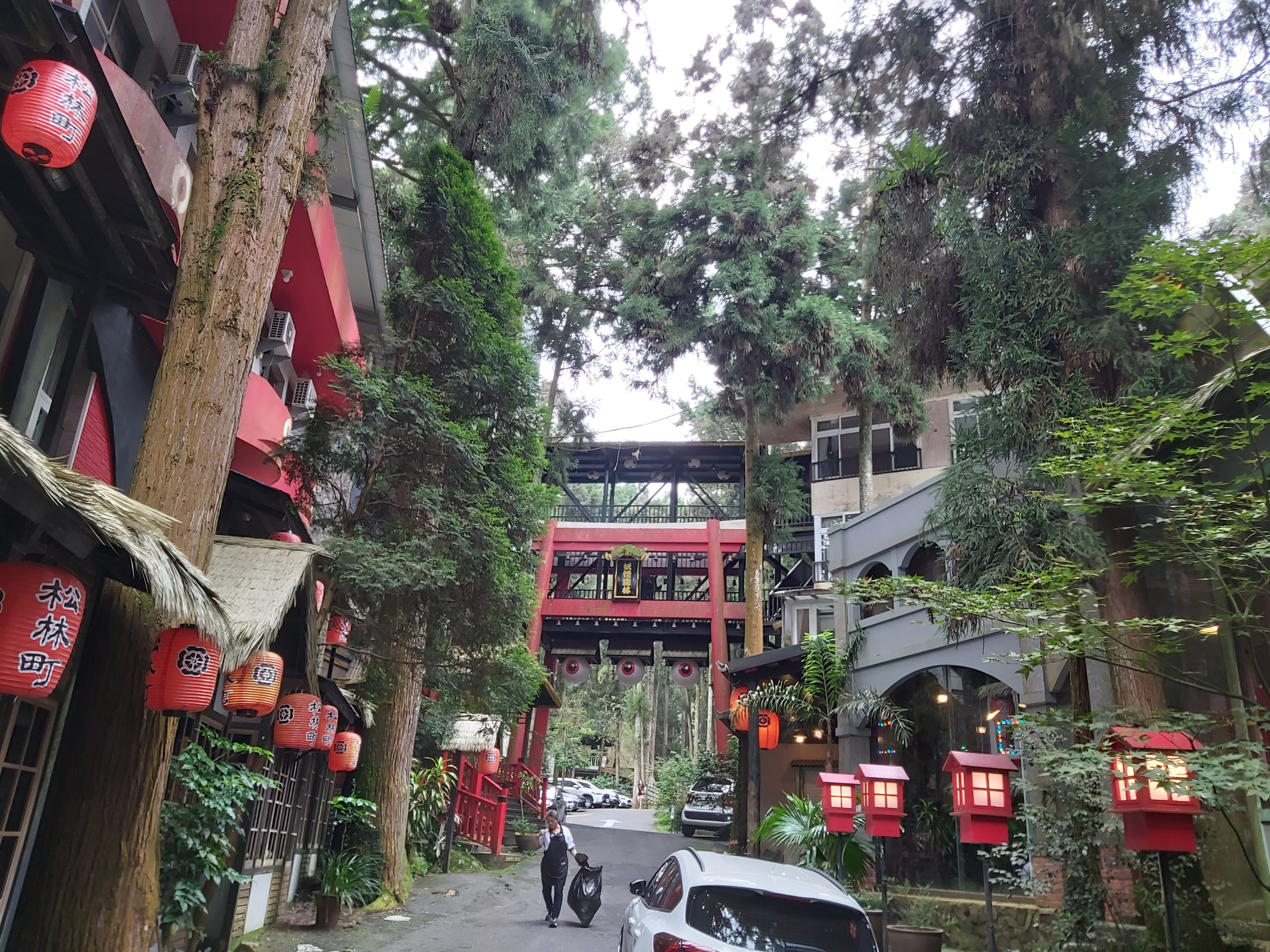
妖怪村枯麻主題館
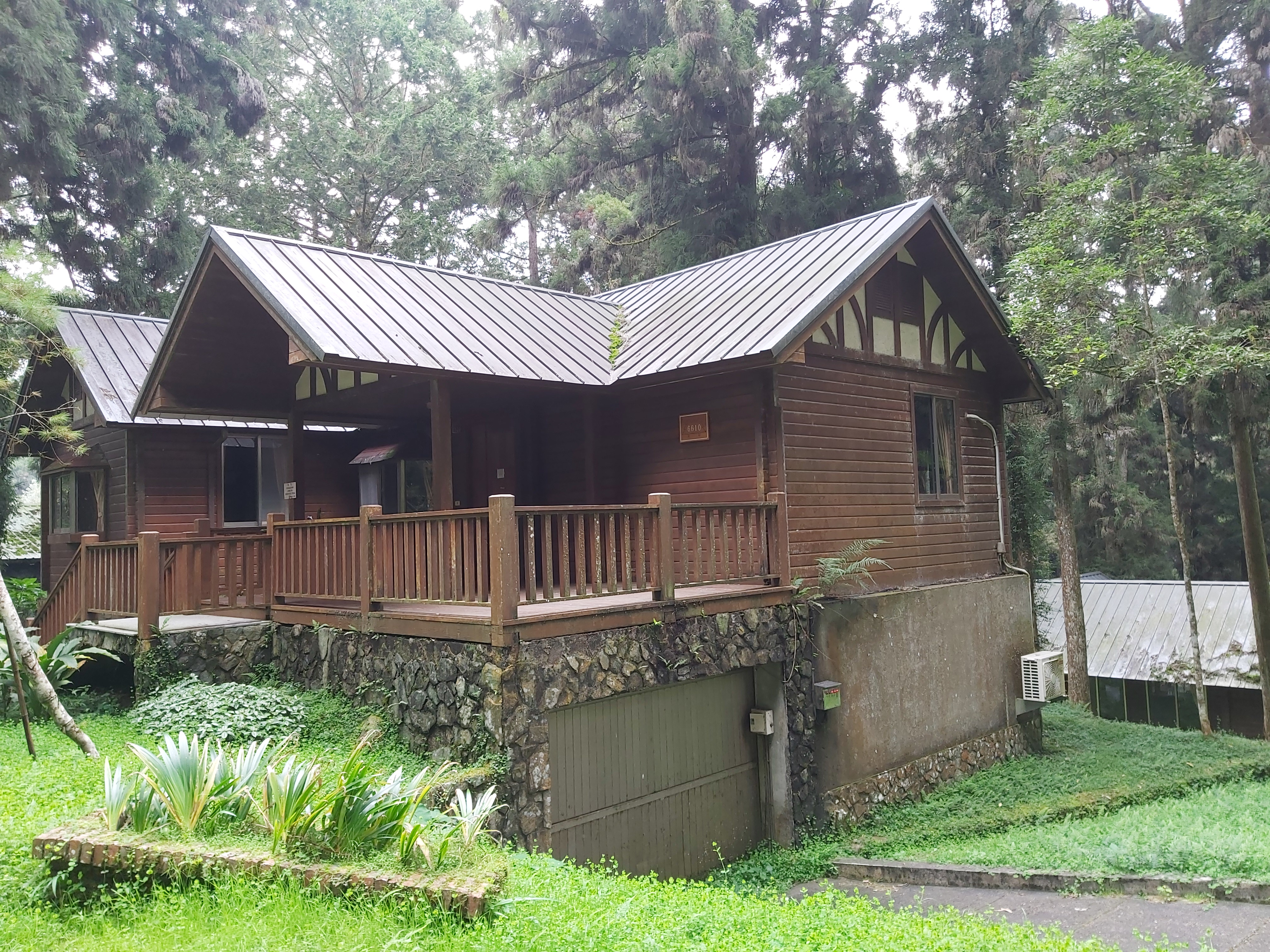
小木屋
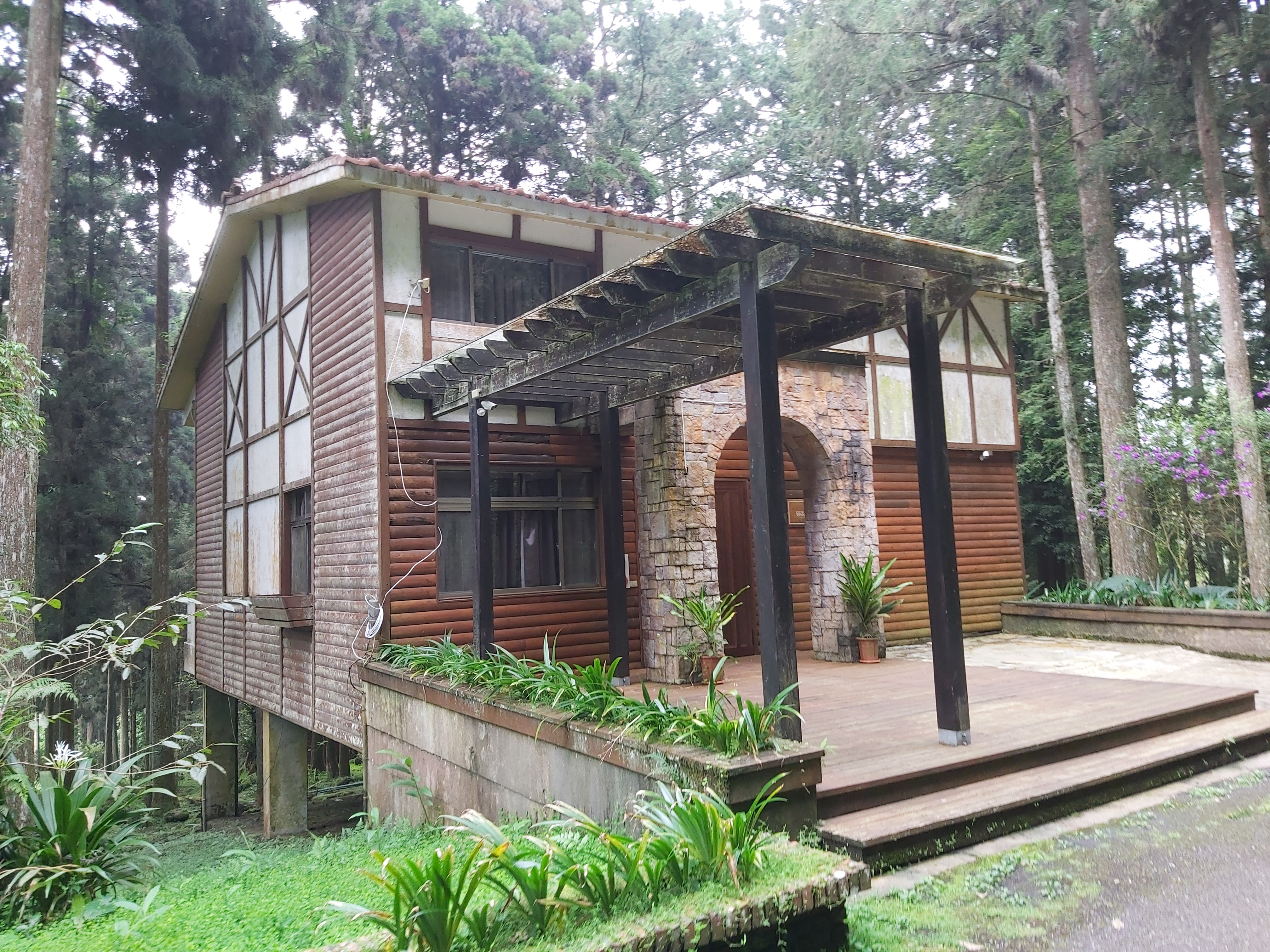
林間別墅
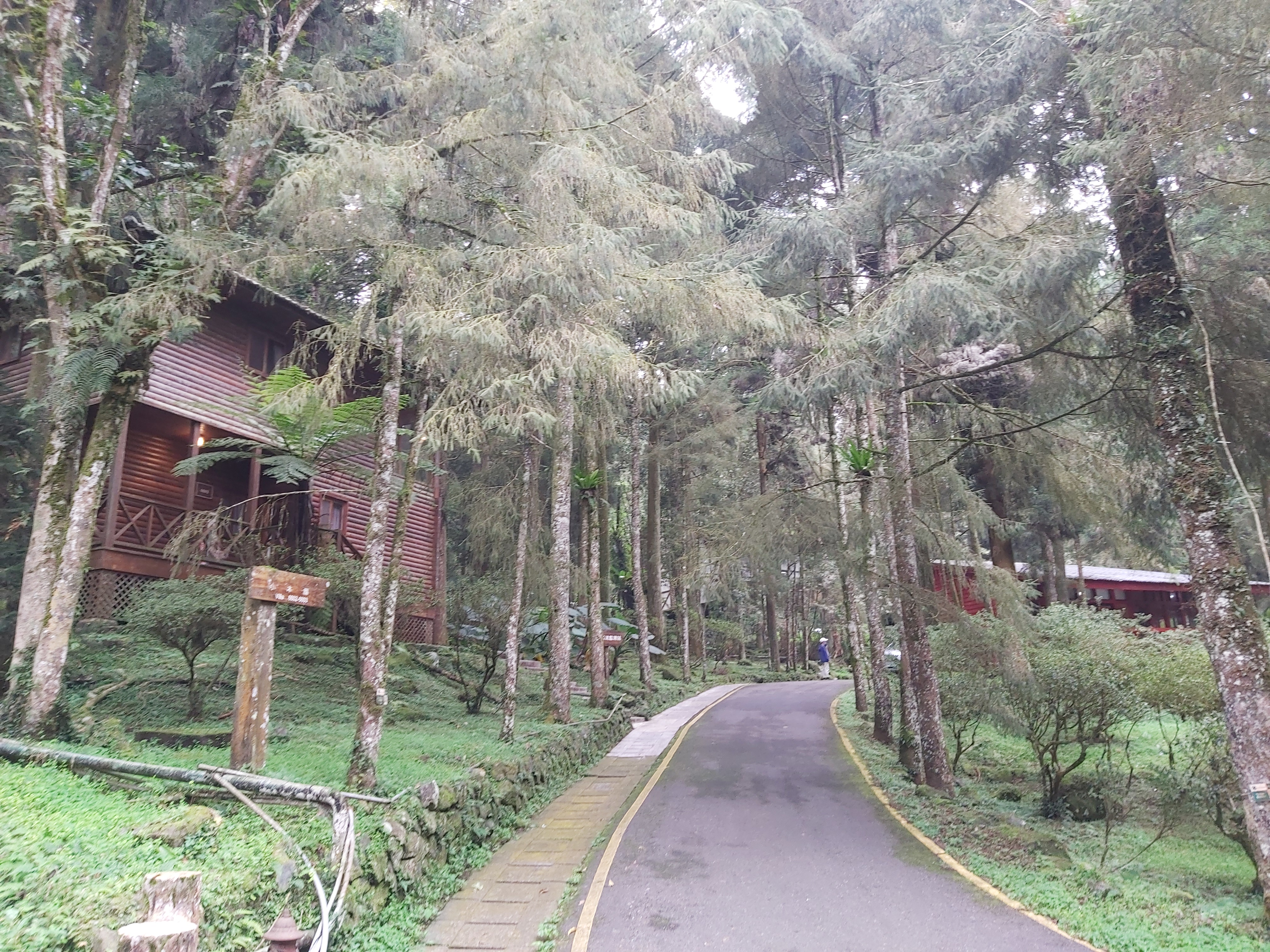
小木屋暨林間別墅區
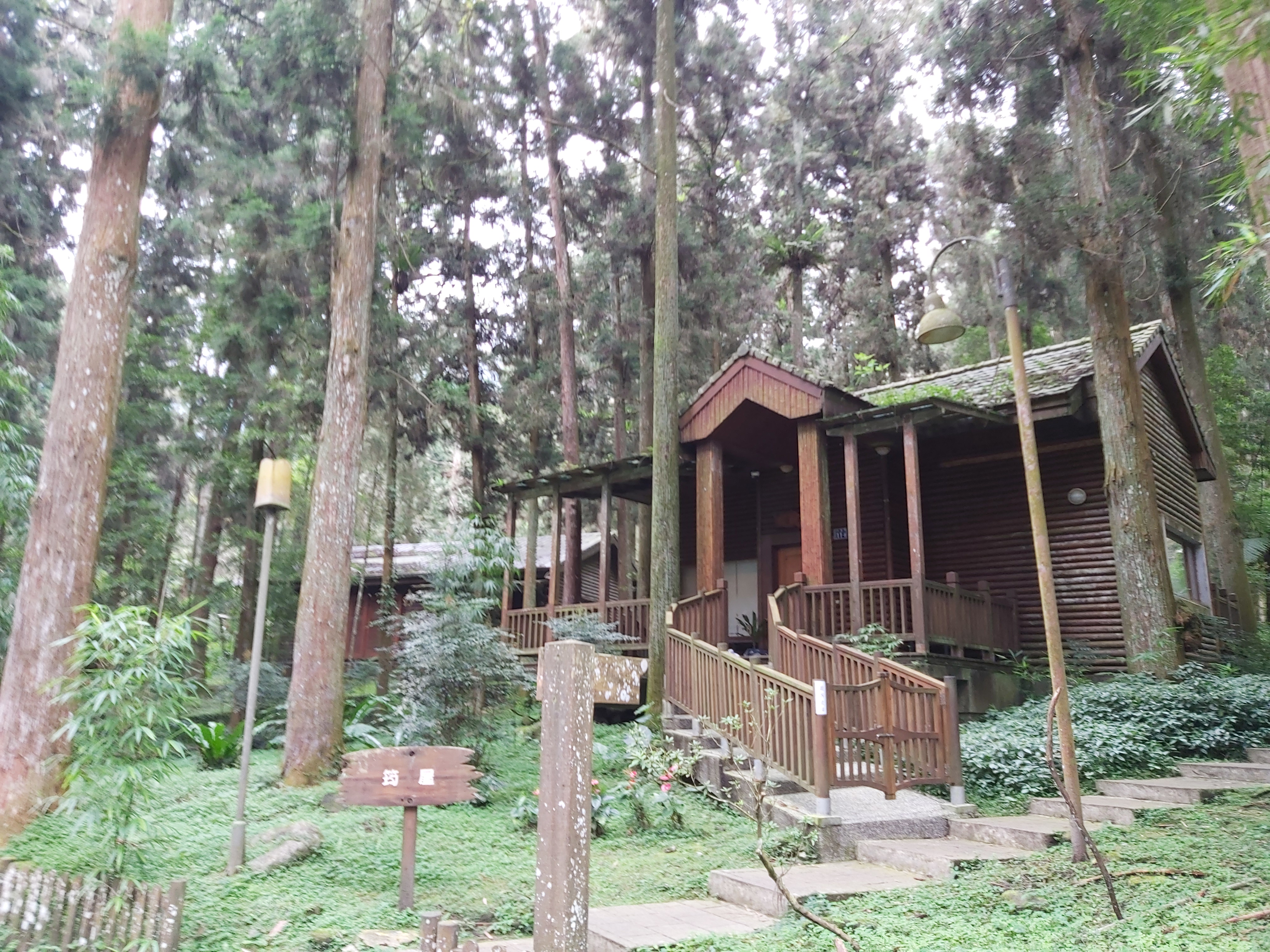
筠屋
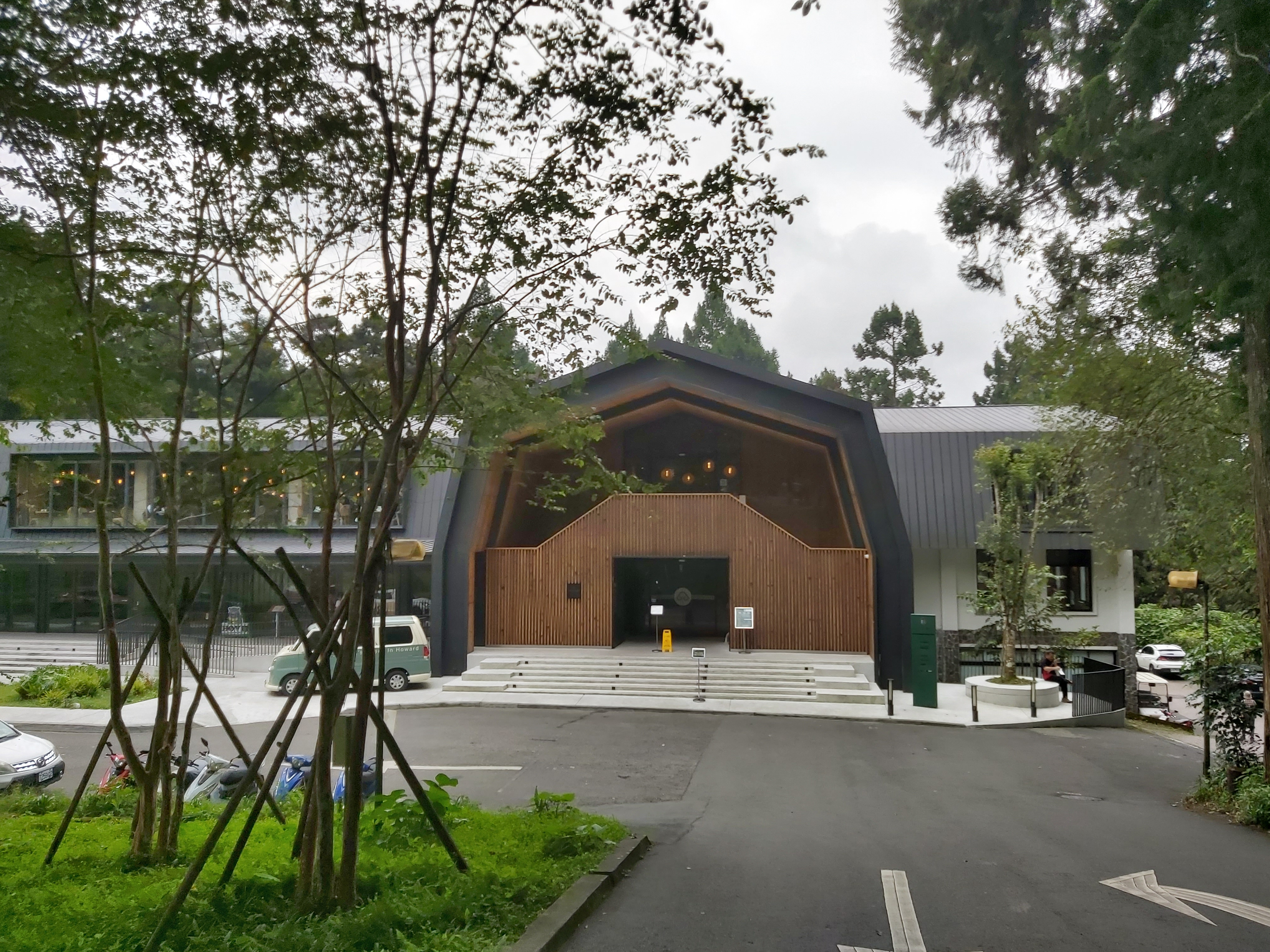
雲杉樓（餐廳樓）
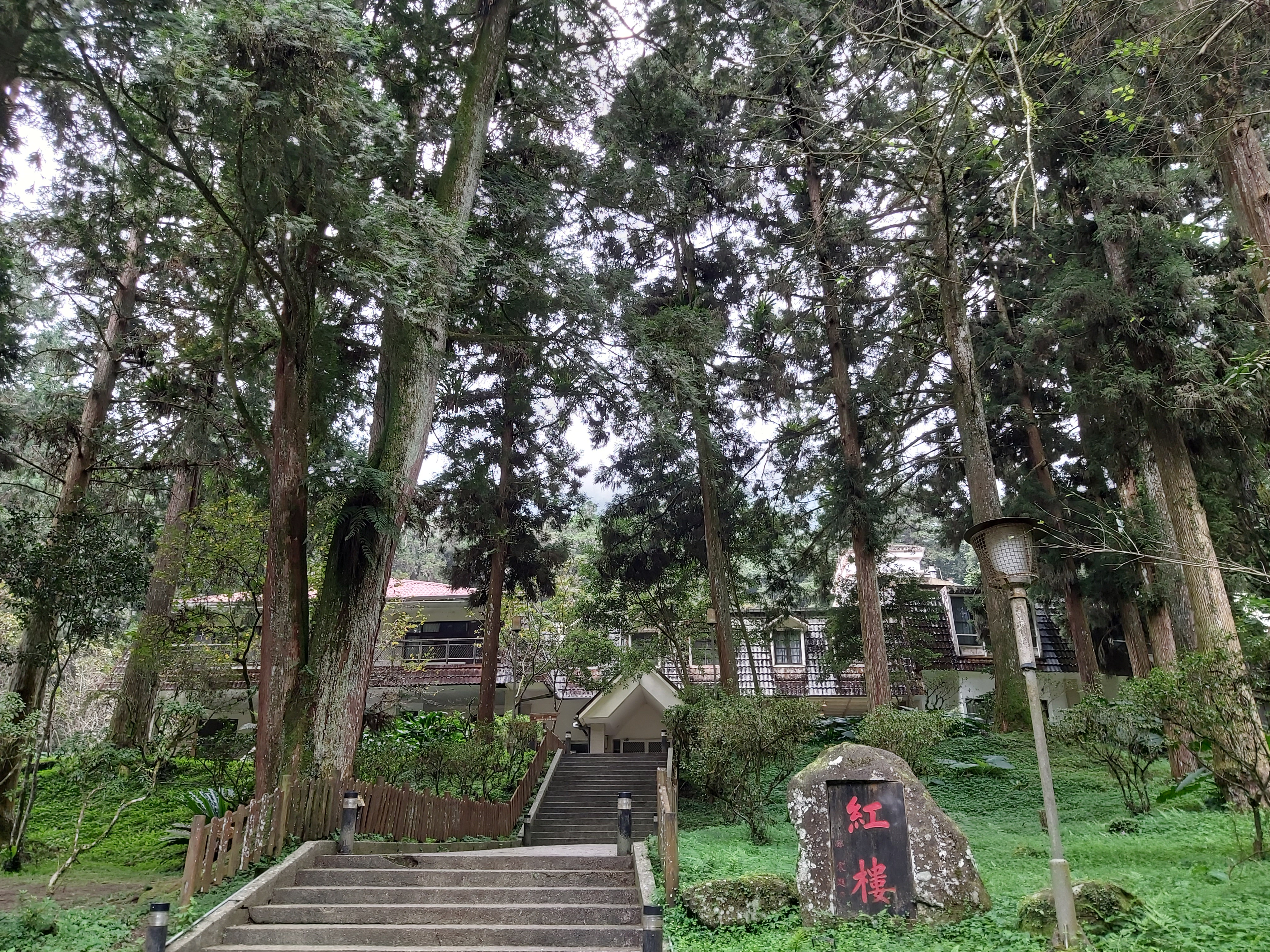
紅樓
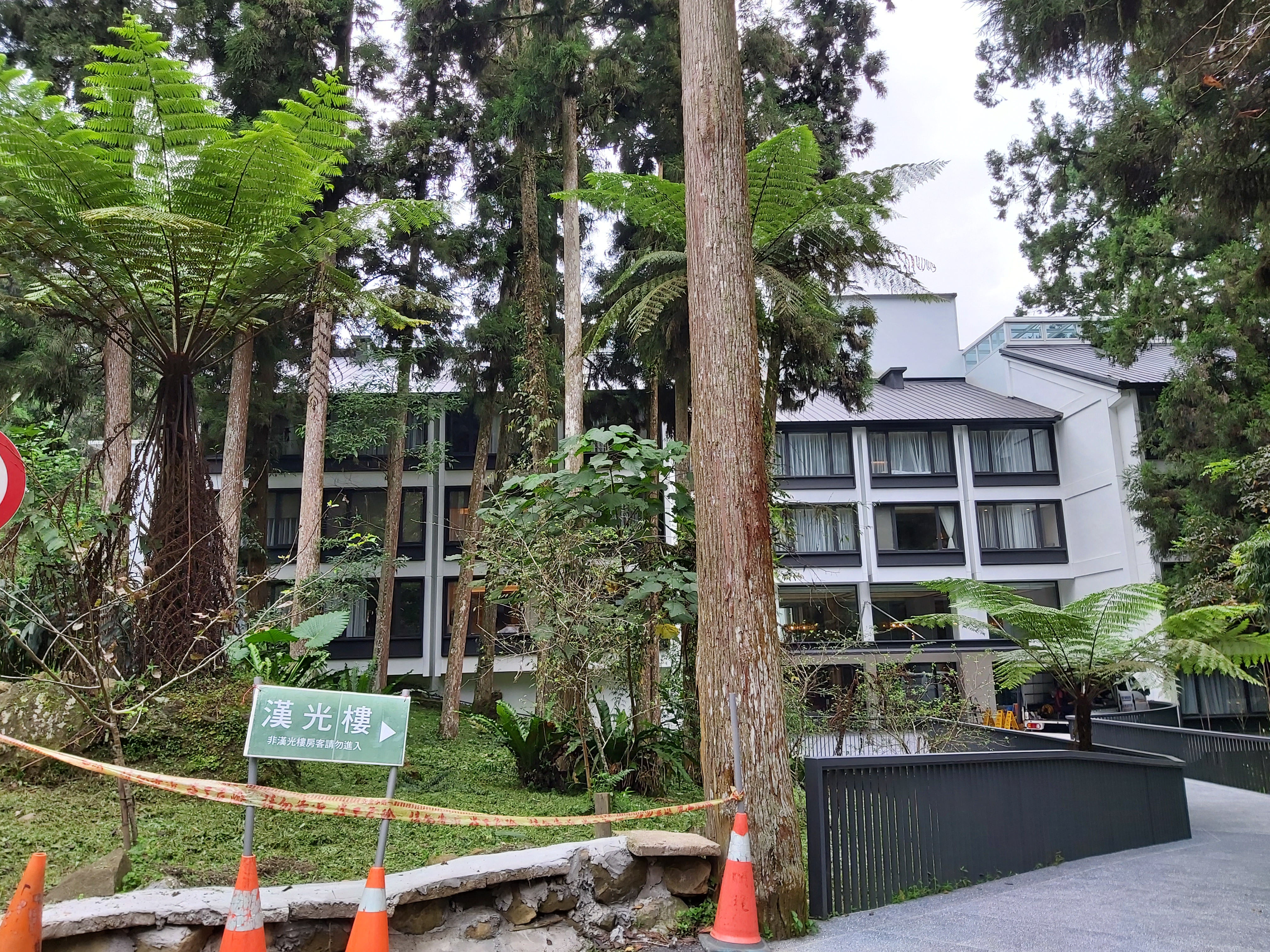
漢光樓
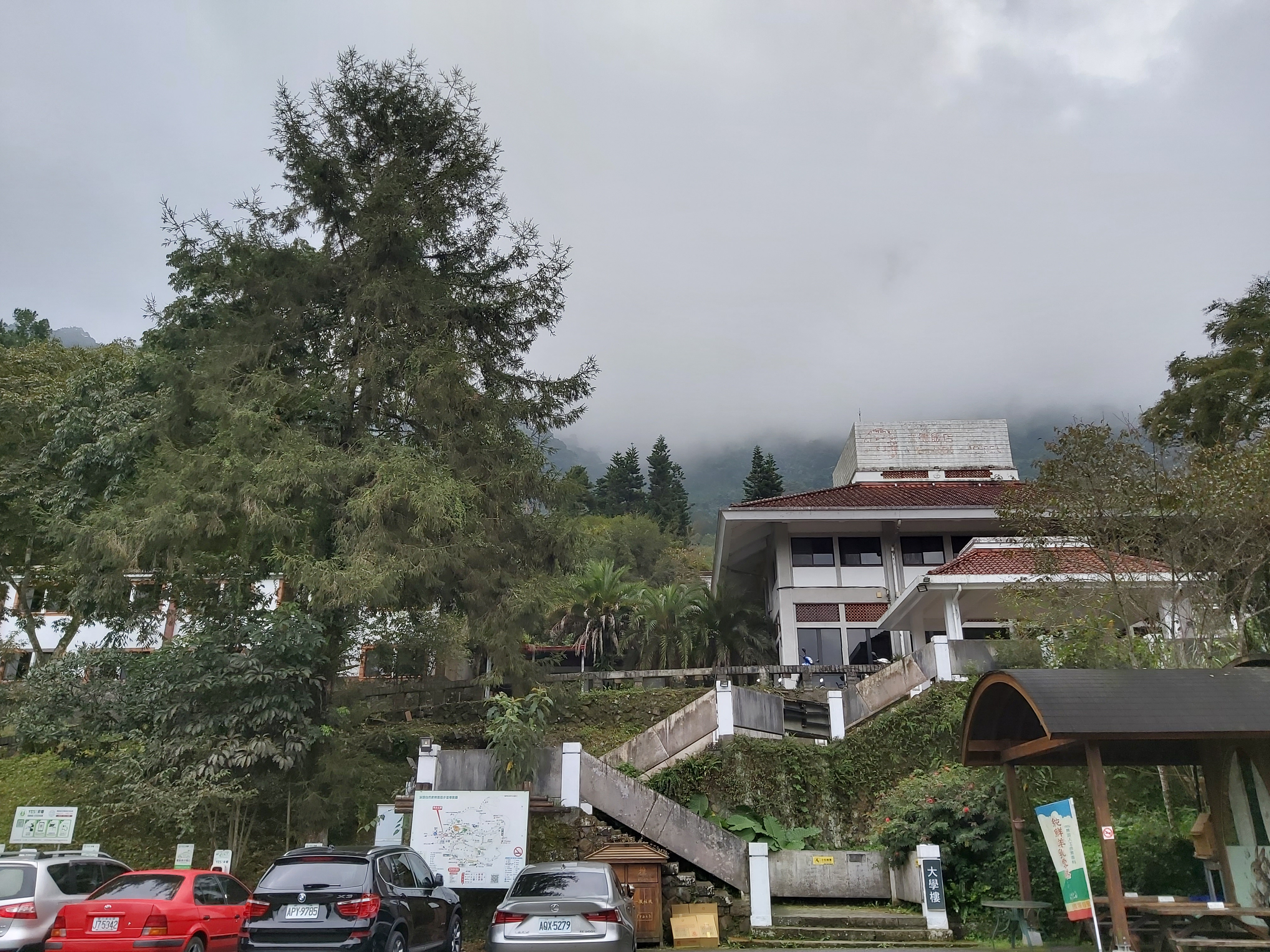
大學樓
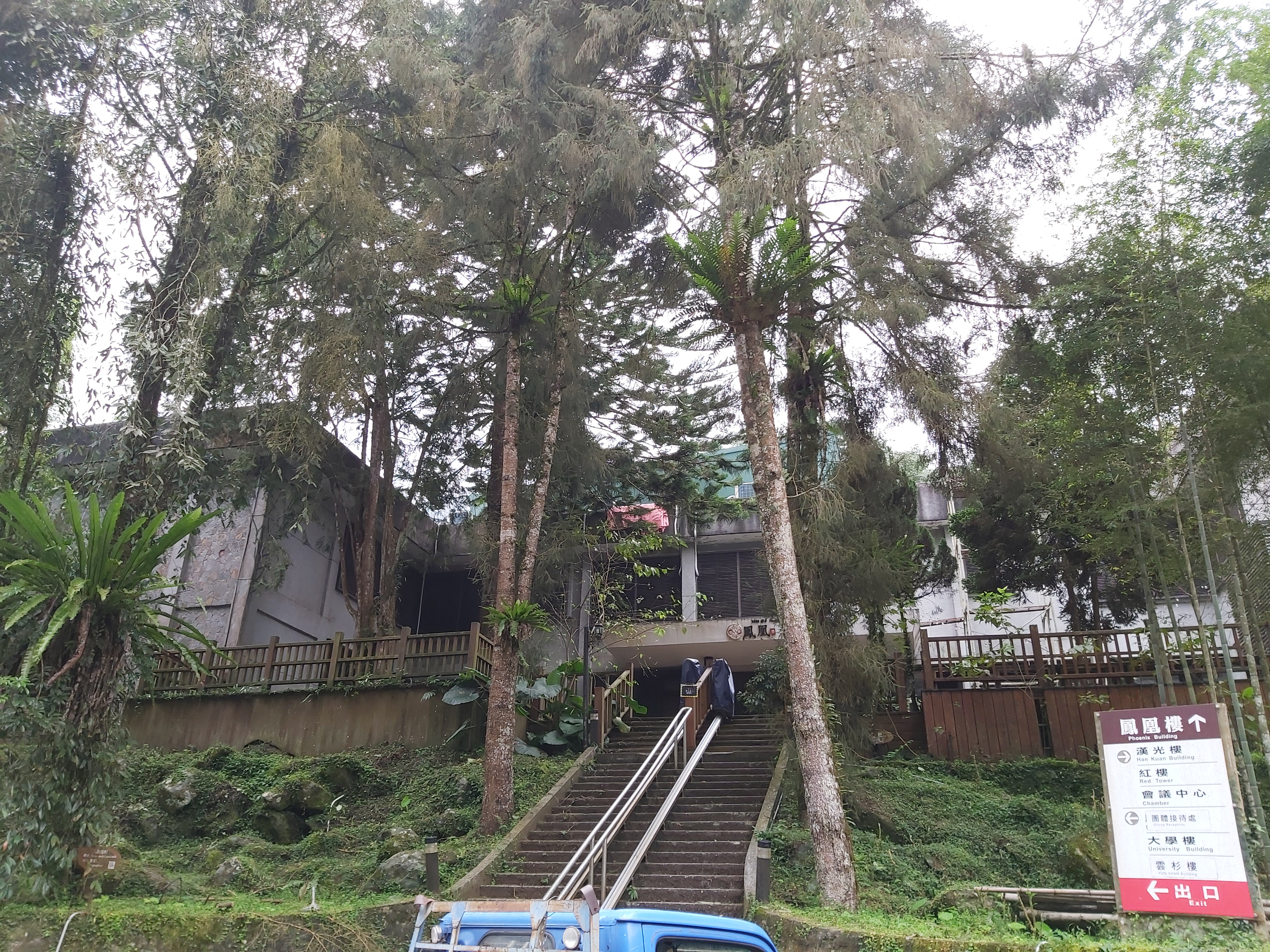
鳳凰樓
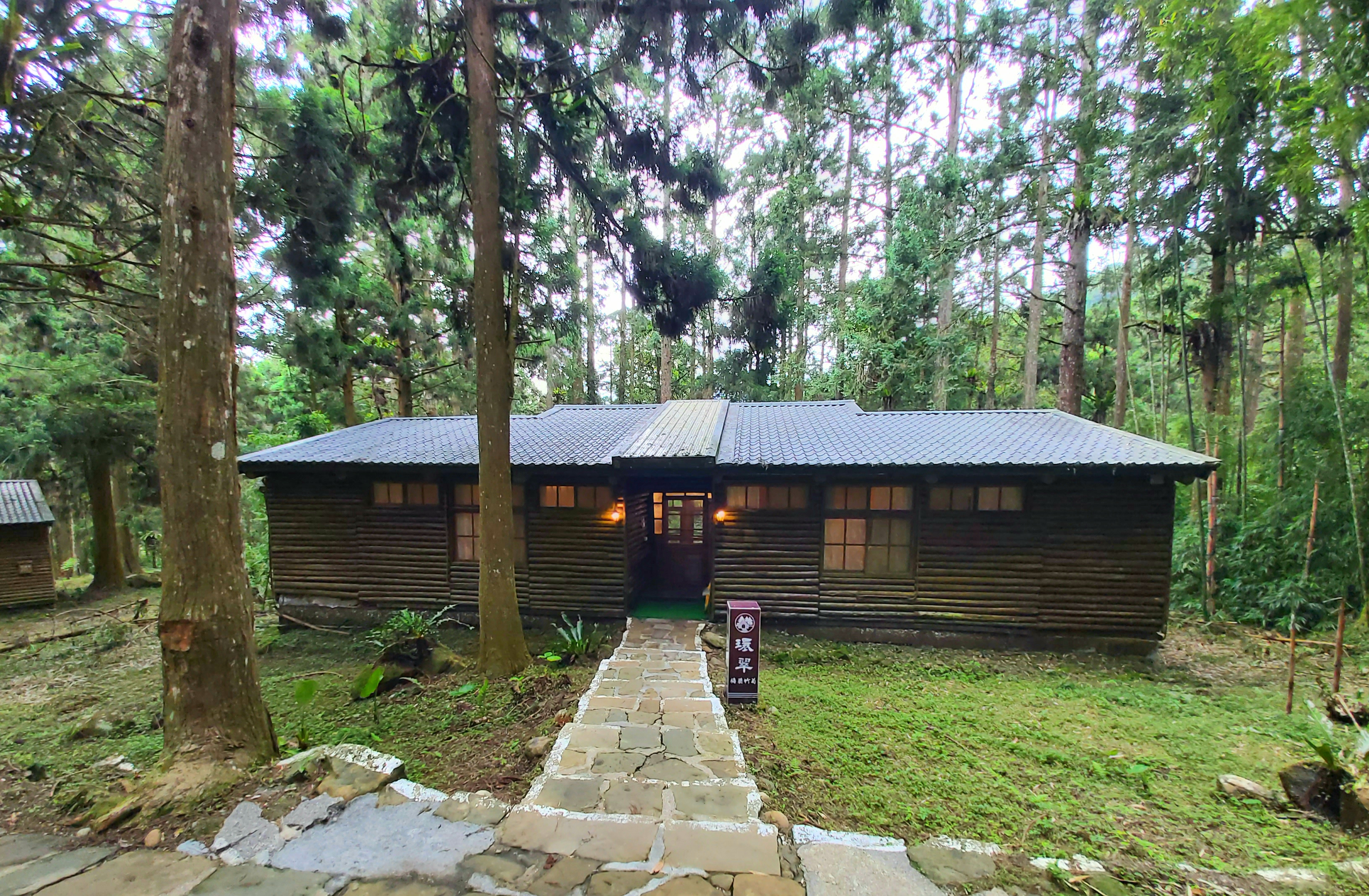
救國團溪頭青年活動中心

## 周邊景點
溪頭鄰近鹿谷市區、鳳凰谷鳥園、凍頂山、鳳凰茶園、麒麟潭、小半天、杉林溪等重要景點，因此常見旅遊書、旅行社介紹將溪頭搭配周邊景點，形成一條旅遊動線。

## 引註
1. ↑  林資傑. . 時報資訊. 2020-12-28  [2023-10-20]. （原始内容存档于2021-01-03） （中文（臺灣））.
2. ↑  姚舜. . 工商時報. 2020-12-28 （中文（臺灣））.

## 外部連結
- 國立臺灣大學生物資源暨農學院實驗林管理處 （页面存档备份，存于）